# Межэтнические беспорядки в Бишкеке (2024)
Межэтнические беспорядки в Бишкеке произошла в ночь с 17 на 18 мая 2024 года. Акция со стороны местных жителей сопровождалась погромами. Причиной послужил конфликт между приезжими иностранцами и местными жителями.

## Предыстория
В ночь 13 мая 2024 года примерно в 02:00 (UTC+6) в микрорайоне Восток-5, группа неизвестных лиц начала приставать к иностранным студентам которые попросили у них сигареты.
Один из них стал распускать руки, после чего иностранцы начали убегать. Студенты успели добежать до своего хостела.
Группа неизвестных лиц зашла к ним в хостел и бесчинствуя стали заходить в разные комнаты и выбивать двери. Когда иностранцы услышали шум и крики вышли проживающие в хостеле иностранные граждане и дали отпор.
Между местными жителями и иностранцами завязалась драка, в ходе которой трое местных жителей убежали оставив одного.
Иностранцы вызвали скорую помощь, где по приезду отправили на машине скорой помощи в больницу одного местных жителей, который остался и получил телесные повреждения.
17 мая 2024 году было опубликовано видео драки. Видео было без объяснения причин что вызвало общественный резонанс и массовое недовольство молодежи.

## История
18 мая 2024 года вечером молодые люди недовольные из-за произошедших событий, стали собираться возле пересечения улиц Курманжан-датка и проспекта Чуй, и примерно к 22:00 (UTC+6) собралось около 500—700 человек.
Собравшиеся требовали соразмерной реакции со стороны правоохранительных органов в отношении виновных лиц (иностранцев) по факту драки во дворе хостела.
На месте были проведены разъяснительные работы по поводу иностранных граждан и по истечении времени собравшиеся разошлись.